# Bagnowski Dwór
Bagnowski Dwór est un village de Pologne, situé dans le gmina de Mrągowo, dans le powiat de Mrągowo, dans la voïvodie de Varmie-Mazurie.

## Source
- (en) Cet article est partiellement ou en totalité issu de l’article de Wikipédia en anglais intitulé « Bagnowski Dwór » (voir la liste des auteurs).

1. ↑  (pl) « Rozporządzenie Ministra Administracji i Cyfryzacji z dnia 13 grudnia 2012 r. w sprawie wykazu urzędowych nazw miejscowości i ich części »  [PDF], sur isap.sejm.gov.pl, 13 décembre 2012 (consulté le 21 février 2025)